# Serial Experiments Lain
Serial Experiments Lain (яп. シリアルエクスペリメンツレイン, Шіріару Екусуперіменцу Рейн, Серійні експерименти Лейн) — експериментальний японський аніме-серіал у жанрах кіберпанк та психологічний горор, випущений у 1998 році студією Triangle Staff. Режисером серіалу став Рютаро Накамура, сценаристом — Чіакі Дж. Конака, продюсером та автором ідеї — Ясуюкі Уеда, а за дизайн персонажів відповідав Йошітоші Абе.
Сюжет розповідає про чотирнадцятирічну дівчину Лейн Івакуру та її взаємодію з Дротом, глобальною комунікаційною мережею, схожою на інтернет. В аніме порушуються різноманітні філософські теми, як-от: реальність, ідентичність особистості, комунікація, вплив технічного прогресу та інформаційних технологій на свідомість людини, місце міфології та релігії в суспільстві, існування Бога.

## Сюжет
Головна героїня серіалу − Лейн Івакура, тиха, скромна та замкнена в собі 14-річна дівчина. Вона живе в районі Сетаґая міста Токіо, зі своєю родиною (мати Міхо, батько Ясуо та старша сестра Міка), відвідує школу та навіть товаришує з кількома однокласницями, але по суті вона глибоко самотня та майже нічим не цікавиться (навіть з комп'ютерами, на яких її покоління розуміється чудово, Лейн майже не має справи). Усе раптово змінюється після низки дивних подій: Чіса Йомода, дівчина з паралельного класу, з якою Лейн інколи спілкувалася, скоює самогубство, а після її смерті деяким дівчатам надходять електронні листи від її імені. Лейн також отримує електронний лист від Чіси, де дівчина пише, що не померла, а лише позбулася непотрібної тілесної оболонки, і тепер її душа живе у надрах Дроту — величезному віртуальному світі, що охоплює всі людські комунікаційні мережі. Чіса заявляє, що знайшла там «Бога», і зацікавлює Лейн в досліджені природи Дроту, через це друга просить у батька новий комп'ютер.
Поступово життя Лейн починає змінюватися лише завдяки Дроту, тому її єдина подруга Аліса починає хвилюватися, і залучає її проводити час разом з нею та її подругами. Однак потім Лейн дізнається про існування таємничого чіпа Psycho, який згодом дозволяє їй вільно входити в Дріт, і який поступово перетворює її на всемогутню істоту в мережі, на кшталт бога. Коли Лейн дізнається про це більше, вона помічає, що дивні чоловіки в чорному починають стежити за її будинком, так само як і Лицарі Східного Числення (своєрідні хакери у Дроті).
Лицарі прагнуть зруйнувати межу між Дротом і реальністю. Однак компанія Tachibana General Laboratories, на яку працюють чоловіки в чорному, виступає проти них, прагнучи зберегти цю межу. Одного разу Лицарі маніпулюють популярною віртуальною грою Phantoma, заманюючи гравців у пастку викривленої реальності, що призводить до насильства в реальному світі. Один гравець, переконаний, що його дії не мають наслідків, вбиває дівчину, але занадто пізно усвідомлює, що це було насправді.
«Богом», про якого писала Чіса, виявляється Масамі Ейрі, колишній керівник проекту в Tachibana General Laboratories, який скористався теорією, згідно з якою резонанс Шумана, природна властивість магнітного поля Землі, може уможливити пряму взаємодію між машинами та підсвідомістю людей, — вбудував власний код у Сьомий протокол, протокол Дроту наступного покоління. Перенісши свою свідомість у Дріт і відкинувши фізичне тіло, він проголосив себе її божеством. Масамі визначив Лейн як ключ до злиття обох світів, тому він намагається переконати її за допомогою різних аргументів, обіцянки безумовної любові, чарівності, міркувань про долю і, коли це все не спрацьовує, погрозами та насильством.
Зрештою, Лейн перезавантажує реальність, стираючи всі спогади про себе і відновлюючи межу між світами. Життя всіх покращується — навіть Чіса оживає, — але Лейн залишається на самоті. Забута, вона знаходить розраду в тому, що спостерігає за життям інших, зокрема Аліси, яка продовжує жити далі. Лейн, яка тепер здатна існувати будь-де в обох світах, сподівається, що вони зустрінуться знову.

## Персонажі
Лейн Івакура (яп. 岩倉 玲音)
Сейю: Шімідзу Каорі 
Головна героїня серіалу. Лейн — чотирнадцятирічна дівчина, яка протягом серіалу розкриває свою справжню природу. Спочатку вона зображена сором'язливою ученицею середньої школи, у якої мало друзів та захоплень. Пізніше вона стає більш сміливою, як у фізичному світі, так і в Дроті, і починає набувати більше знайомств. По ходу серіалу вона врешті-решт дізнається, що насправді є лише автономною, розумною комп'ютерною програмою у тілесній формі людини, покликаною зруйнувати межу між Дротом та реальним світом. Однак історія її створення залишається неясною, особливо щодо того, чи справді вона була створена Tachibana General Laboratories. Зрештою, Лейн змушена визнати себе фактичною богинею Дроту, ставши всемогутньою і всюдисущою віртуальною істотою.
Аліса Мідзукі (яп. 瑞城 ありす)
Сейю: Асада Йоко 
Однокласниця Лейн і єдина її справжня подруга протягом усього серіалу. Вона дуже щира і не має помітних дивацтв. Вона намагається допомогти Лейн соціалізуватися. Алісу, разом з двома її подругами Джулі та Рейкою, сценарист Конака Чіакі взяв зі своєї попередньої роботи «Аліса у Кіберкраї».
Ясуо Івакура (яп. 岩倉 康男)
Сейю: Баяші Рюсуке 
Батько Лейн. Він захоплюється комп'ютерами, електронікою та комунікаціями, працює у Tachibana General Laboratories. Спочатку він підтримує раптове захоплення доньки технологіями, але потім починає хвилюватися.
Міхо Івакура (яп. 岩倉 美穂)
Сейю: Ігараші Рей 
Матір Лейн. Байдужа до обох своїх дітей. Вона не виявляє багато емоцій порівняно з чоловіком. Зазвичай вона дивиться телевізор, коли не зайнята на кухні.
Міка Івакура (яп. 岩倉 美香)
Сейю: Кавасумі Аяко 
Старша сестра Лейн, апатична шістнадцятирічна старшокласниця. Здається, їй подобається висміювати поведінку та захоплення Лейн. Вона зустрічається зі своїм хлопцем у готелях кохання, сидить на дієті та регулярно ходить по магазинах у Сібуї. У певний момент серіалу її сильно травмують жорстокі та безперервні галюцинації; саме у той час, коли Лейн починає вільно занурюватися у Дріт. Міку затягує туди через наближеність до Лейн, і вона застрягає між реальним світом та Дротом.
Таро (яп. タロウ)
Сейю: Такімото Кейто
Хлопець приблизно віку Лейн. Він час від часу працює на Лицарів. Попри це, він не є їхнім членом і нічого не знає про їхні справжні наміри. Таро любить відеоігри віртуальної реальності, проводячи більшу частину часу зі своїми друзями Мю-Мю та Масаюкі в нічному клубі Кіберія. Серед технологій, які він використовує, є портативний навігатор HandyNAVI та відеоокуляри.
Чіса Йомода (яп. 四方田 千砂)
Сейю: Мутох Сумі
Дівчина приблизно віку Лейн. Вона наклала на себе руки на початку серіалу. Після своєї смерті вона надсилає електронного листа Лейн, Джулі та кільком іншим підліткам, стверджуючи, що вона все ще жива у Дроті. Після перезапуску, здійсненого Лейн, Чіса отримує назад своє фізичне тіло і можливість жити знову, зайнявши місце Лейн у її колишній групі подруг.
Масамі Ейрі (яп. 英利 政美)
Сейю: Шьо Хаямі 
Ключовий розробник Сьомого протоколу Дроту. Працюючи в Tachibana General Laboratories, він самовільно вставив у цей протокол код, який дозволяє йому отримати можливість перемістити свої розум, свідомість та почуття в Дріт. Через це його звільняють з компанії, а невдовзі знаходять мертвим. Він вважає, що єдиний спосіб для людей еволюціонувати ще далі та набути більше здібностей — це звільнитися від своїх фізичних обмежень і жити як віртуальні сутності у Дроті вічно. Він стверджує, що є творцем Лейн.
Офісний працівник
Сейю: Сузукі Ейічіро
Топменеджер компанії Tachibana General Laboratories. У нього є особистий план, який він реалізує за допомогою чоловіків у чорному. Він чекає на прихід справжнього бога Дроту і є людиною, яка стоїть за масовим вбивством Лицарів. Знає деякі подробиці про Лейн, але не розкриває їх.
Чоловіки в чорному
Карл Гаусхоффер (яп. カール・ハウスホッファ)
Сейю: Наката Джьоджі 
Лін Суйсі  (кит.: 林随錫; піньїнь: Lín Suíxī)
Сейю: Ямадзакі Такумі 
Обидва працюють на Офісного працівника, щоб вистежити всіх членів Лицарів. Вони знають, що Масамі Ейрі якимось чином причетний до всього, що відбувається. Вони не бачать потреби у богові Дроту.

## Виробництво
Serial Experiments Lain був задуманий настільки оригінально, що його продюсер Уеда Ясуюкі вважав це «величезним ризиком».
Уеда був вимушений відповідати на неодноразові запитання про заяву, яку він зробив в інтерв'ю для Animerica, де він стверджував, що Lain був «свого роду культурною війною проти американської культури та американського сприйняття цінностей, які ми [Японія] прийняли після Другої світової війни». Пізніше у численних інтерв'ю він пояснював, що створив Lain з набором цінностей, які він вважав виразно японськими, сподіваючись, що американці зрозуміють серіал не так, як японці. Це призвело б до «війни ідей» щодо значення аніме, яка, як він сподівався, завершилася б новою комунікацією між двома культурами. Коли Уеда виявив, що американська аудиторія має майже такі самі погляди на серіал, як і японська, він був розчарований.
Франшиза Lain спочатку була задумана як об'єднання різних форм медіа (аніме, відеоігри, манґа). Уеда в одному інтерв'ю сказав: «Підхід, який я застосував до цього проекту, полягав у тому, щоб передати суть твору за допомогою сукупності багатьох медіапродуктів». Сценарій для відеогри був написаний першим, і вона створювалася одночасно з аніме-серіалом, хоча серіал вийшов на екрани першим. Додзінсі під назвою The Nightmare of Fabrication був спродюсований Абе Йосітоші та випущений японською мовою в артбуці An Omnipresence in Wired. Уеда та Конака заявили в інтерв'ю, що ідея мультимедійного проекту не була чимось незвичайним в Японії, на відміну від змісту Lain і способу його висвітлення.

### Написання сценарію
В інтерв'ю авторів запитували, чи не зазнали вони впливу Neon Genesis Evangelion в плані тематики та графічного дизайну. Сценарист Конака Чіакі в інтерв'ю категорично заперечив це, стверджуючи, що він навіть не бачив Evangelion, доки не закінчив четвертий епізод Lain. Бувши в першу чергу сценаристом фільмів жахів, він заявив, що на нього вплинули Годар (особливо у використанні типографіки на екрані), «Дім темних тіней» Дена Кертіса, «Екзорцист» та «Легенда про пекельний дім». Ім'я Аліси, як і імена її двох подруг Джулі та Рейки, були взяті з попереднього твору Конаки, «Аліса у Кіберкраї», на який, своєю чергою, значною мірою вплинула «Аліса у Дивокраї». Під час роботи над серіалом Конака був «здивований» тим, наскільки персонаж Аліси став близьким до оригінального персонажа Дивокраю.
Веннівер Буш разом з мемекс, Джон Ліллі, Тімоті Лірі і його контури психіки, Тед Нельсон та проект Xanadu згадуються як провісники Дроту. Дуглас Рушкофф та його книга Кіберія були згадані у серіалі, так «Кіберія» стала назвою нічного клубу, який відвідують хакери та технопанк-підлітки. Deus ex machina серіалу полягає у поєднанні резонансу Шумана та колективного несвідомого Юнга (автори обрали цей термін замість Кабали та Хронік Акаші). Маджестік-12 та Розвельський інцидент використовуються як приклади того, як містифікація може мати вплив, навіть після її викриття, створюючи субкультури.
Два літературні відсилання в Lain належать батькові Лейн: спочатку він заходить на сайт з паролем «Think Bule Count One Tow»[sic] (Think Blue, Count Two — оповідання зі збірки «Інструменталій людства» Кордвайнера Сміта, в якій віртуальні образи проектуються у свідомості людей як реальні), а його слова у фінальному епізоді про те, що «до чаю добре підійдуть мадленки», є відсиланням до роману «У пошуках утраченого часу» Марселя Пруста.

### Дизайн персонажів
Художник персонажів Абе Йошітоші зізнався, що в дитинстві ніколи не читав манґу, оскільки вона була «під забороною» в його родині. В основному він надихається «природою і всім, що його оточує». Якщо говорити конкретно про персонажа Лейн, то Абе надихали Цурута Кенджі, Ямада Акіхіро, Мурата Рендж та Хошіно Юкінобу. Загалом, на його стиль і техніку вплинули японські художники Чайнаї Кіосуке і Табучі Тошіо.
Дизайн персонажа Лейн не був виключною відповідальністю Абе. Її характерний лівий чуб був запропонований Уедою Ясуюкі, щоб створити асиметрію, підкресливши цим нестабільний та тривожний характер Лейн. Він також був створений як містичний символ, оскільки його мета — запобігти голосам і духам, які можуть бути почуті її лівим вухом. Ведмежа піжама, яку вона носить, була запропонована режисером анімації персонажів Кішідою Такахіро. Оскільки ведмеді є торговою маркою братів Конака, то Конака Чіакі спочатку виступив проти цієї ідеї. Тоді режисер Накамура пояснив, що мотив ведмедя може бути використаний як щит у конфронтації з її родиною. Це ключовий елемент дизайну сором'язливої «справжньої» Лейн. Коли вона вперше йде до нічного клубу Кіберія, вона одягає ведмежу шапку зі схожих причин. Ретроспективно, Конака сказав, що піжама Лейн стала головним фактором, який привернув до серіалу шанувальників персонажів мое, і зауважив, що «такі предмети також можуть бути важливими при створенні аніме».
Початковий дизайн Лейн загалом був складнішим, ніж кінцевий результат. Наприклад, Х-подібний затискач для волосся мав бути переплетеним візерунком із золотих ланок. Ланки мали б відкриватися з клацанням або обертатися навколо осі до моменту, доки «X» не перетвориться на "=". Це не було використано, оскільки у серіалі немає сцени, де Лейн знімає шпильку.

### Теми
Serial Experiments Lain не має традиційного лінійного сюжету, його описують як «альтернативне аніме, з сучасними темами та реалізацією».
- Комунікація, в її широкому розумінні, є однією з головних тем серіалу, не лише на противагу самотності, але і як тема сама по собі[21]. Сценарист Конака сказав, що хотів безпосередньо «передати людські почуття». Режисер Накамура хотів показати глядачам — і особливо глядачам у віці від 14 до 15 років — «багатовимірну довжину хвилі екзистенціального „я“: стосунки між „я“ і світом»[11].

- Самотність, хоч і є одним із проявів браку комунікації, виступає постійною темою в Lein[22]. Сама Лейн, за словами Anime Jump, «майже хворобливо інтровертна, без друзів, з якими можна було б поговорити в школі, з черствою, грубою сестрою, апатичною матір'ю і батьком, який, здається, піклується про неї, але надто зайнятий, щоб приділяти їй багато часу»[23]. Єдина вставна пісня в серіалі називається Kodoku no shigunari, що дослівно перекладається як «сигнал самотності»[24].

- Психічні розлади, особливо дисоціативний розлад ідентичності, є важливою темою в Lein: Лейн постійно стикається зі своїми альтер его, так часто, що сценарист Конака Чіакі та акторка, яка озвучувала Лейн, Шімідзу Каорі домовилися писати ім'я Лейн у діалогах для трьох її версій різними алфавітами[19]. Таким чином, ім'я «дитячої» Лейн, яка у реальному світі має сором'язливу поведінку і носить ведмежу піжаму, писалося на кандзі, ім'я «просунутої» Лейн, сміливої та допитливої особистості у Дроті, — на катакані, а ім'я третьої, «злої» Лейн, хитрої та підступної особистості, яка робить все можливе, щоб нашкодити Лейн або її близьким, — на латинському алфавіті[12][25].

- Реальність не претендує на об'єктивність у Lein[26]. Протягом усього серіалу ведеться боротьба між такими поняттями, як «природна» реальність, визначена через нормальний діалог між людьми; матеріальна реальність; і тиранічна реальність, яку одна людина нав'язує іншим[22]. Центральним питанням в інтерпретації серіалу є те, чи матерія випливає з думки, або навпаки[22][27]. Виробнича команда ретельно уникала «так званої перспективи Божого ока», щоб прояснити «обмежене поле зору» світу Lein[26].

### Відсилання до Apple
Lain містить багато посилань на комп'ютери Apple, оскільки продукцією цієї компанії користувалися багато людей у студії під час створення серіалу, наприклад, Конака Чіакі використовував Macintosh для роботи з графікою. Назву на початку кожного епізоду оголошує програма синтезу мовлення PlainTalk від Apple, використовуючи голос Whisper. Компанія Tachibana Industries, яка створює комп'ютери NAVI, є відсиланням до компанії Apple (тачибана — це японський сорт мандарина). NAVI — це абревіатура від Knowledge Navigator, а HandyNAVI базується на Apple Newton, одному з перших у світі КПК. Операційна система Copland, яка стоїть на комп'ютерах NAVI, — це кодова назва невипущеної операційної системи від Apple. Комп'ютер Лейн нагадує Twentieth Anniversary Macintosh, а комп'ютер Аліси — iMac G3. Think Different, надпис, який з'являється у 11-й серії, — одне з рекламних гасел Apple. Слоган відеогри Serial Experiments Lain «Close the world, Open the nExt» (укр. Закрий світ, відкрий наступний) має відсилання на компанію NeXT, яка випустила операційну систему NeXTSTEP, що згодом перетворилася на Mac OS X після того, як Apple викупила NeXT. Слово «Be» із синьою літерою «B» та червоною літерою «e» у фразі «To Be Continued.», яка з'являється наприкінці епізодів 1-12, відповідає оригінальному логотипу Be Inc., компанії, заснованої колишніми працівниками Apple, яка свого часу була головним конкурентом NeXT.

## Пов'язані медіа

### Артбуки
- An Omnipresence In Wired (укр. Всюдисущість у дроті) з твердою палітуркою, містить 128 сторінок у 96 кольорах. Містить розділ для кожного рівня (серії) та концептуальні ескізи. До нього також входить коротка кольорова манґа під назвою The Nightmare of Fabrication. Він був опублікований в 1998 році видавництвом Triangle Staff/SR-12W/Pioneer LDC. (ISBN 4-7897-1343-1)
- Yoshitoshi ABe lain illustrations ab# rebuild an omnipresence in Wired з твердою палітуркою, містить 148 сторінок. Ремейк An Omnipresence In Wired з новими ілюстраціями, додатковим текстом Конаки Чіакі та розділом під назвою ABe's EYE in color of things (добірка його світлин). Був опублікований в Японії 1 жовтня 2005 року у видавництві Wanimagazine[en] (ISBN 4-89829-487-1), а в Америці у м'якій обкладинці перекладений англійською мовою 27 червня 2006 року видавництвом Digital Manga Publishing[en] (ISBN 1-56970-899-1).
- Visual Experiments Lain з м'якою обкладинкою, містить 80 повнокольорових сторінок. В ньому описано створення, дизайн та сюжетна лінія серіалу. Виданий у 1998 році видавництвом Triangle Staff/Pioneer LDC. (ISBN 4-7897-1342-3)
- Scenario Experiments Lain з м'якою обкладинкою, містить 335 сторінок. Автор «конака чіакі» (в оригіналі не пишеться з великої літери). Включає в себе збірку сценаріїв з примітками та невеликими уривками розкадровок. Виданий 1998 року в Японії (ISBN 4-7897-1320-2).

### Відеогра
26 листопада 1998 року компанія Pioneer LDC випустила однойменну відеогру для PlayStation. Її задумали Конака та Ясуюкі як «мережевий симулятор». Самі творці називали її не грою, а «психо-розтяжкою», і описували її як своєрідний візуальний роман: ігровий процес обмежується розблокуванням шматків інформації, а потім їх читанням, переглядом та прослуховуванням, з невеликою кількістю головоломок. Lain ще більше дистанціюється від класичних ігор через випадковий порядок збору інформації. Мета авторів полягала в тому, щоб дати гравцеві відчути, що існує величезна кількість інформації, яку йому доведеться сортувати, і що він повинен мати справу з меншим обсягом інформації, ніж той, що існує для розуміння. Як і у випадку з аніме, головною метою творчої команди було дати гравцеві «відчути» Лейн, «зрозуміти її проблеми та полюбити її». Того ж місяця MediaWorks випустила путівник по грі під назвою Serial Experiments Lain Official Guide (ISBN 4-07-310083-1).

## Сприйняття
В англомовних рецензіях на серіал майже повсюдно з'являється слово «weird» (дивний) або його альтернативи «bizarre» (химерний) та «atypical» (нетиповий), головним чином через художню свободу анімації та його незвичну науково-фантастичну тематику, а також філософський і психологічний контекст. Критики позитивно відреагували на ці тематичні та стилістичні характеристики, і серіал отримав приз на Японському фестивалі медіа-мистецтв 1998 року за «готовність поставити під сумнів сенс сучасного життя» і «надзвичайно філософські та глибокі питання», які він підіймає.
За словами Крістіана Натта з Newtype USA, головною привабливістю серіалу є його гострий погляд на «взаємопов'язані проблеми ідентичності та технологій». Натт привітав «чіткий, чистий дизайн персонажів» Абе та «досконалий саундтрек» у своєму огляді серіалу 2005 року, зазначаючи, що «Serial Experiments Lain ще не можна вважати справжньою класикою, але це захопливий еволюційний стрибок, який допоміг змінити майбутнє аніме». Anime Jump поставив 4,5/5, а Anime on DVD — 5+ за всіма критеріями за перший і другий DVD-томи, а також суміш з 5 і 5+ за третій і четвертий DVD-томи.
Азійська енциклопедія жахів називає його «видатним психо-горор аніме про психічний та духовний вплив Інтернету». Вона зазначає, що червоні плями, присутні у всіх тінях, схожі на калюжі крові та, що смерть дівчини в залізничній катастрофі є «джерелом багатьох легенд про привидів у двадцятому столітті», особливо в Токіо.
В антології Anime Essentials Жиля Пуатраса серіал описується як «складне і певною мірою екзистенційне» аніме, що «розсунуло межі» аніме-розмаїття у 1990-х роках, поряд з більш відомими сучасниками Neon Genesis Evangelion та Cowboy Bebop. Професор Сьюзен Нап'єр у своїй доповіді 2003 року в Американському філософському товаристві під назвою «Проблема існування в японській анімації» (опублікована 2005 року) порівняла Serial Experiments Lain з «Привидом у латах» та «Віднесеними привидами». За її словами, головні герої двох інших творів після перетину бар'єрів можуть повернутися до реального світу, а Лейн — ні. Нап'єр запитує, чи є щось, до чого Лейн має повернутися, «між порожнім „реальним“ і темним „віртуальним“». Майк Тул з Anime News Network назвав Serial Experiments Lain одним з найважливіших аніме 1990-х років.
Anime Academy поставила серіалу 75 %, частково через «неживі» декорації. Майкл Пуар'є з журналу EX заявив, що останні три епізоди не вирішують питань, які були поставлені в інших томах DVD. Джастін Севакіс з Anime News Network зазначив, що англійський дубляж був пристойним, але аніме так мало покладалося на діалоги, що це навряд чи мало значення.